# Nidirana
Nidirana é um género de anfíbios da família Ranidae. Está distribuído por Japão, Taiwan, China, Tailândia, Vietname e Laos.

## Espécies
- Nidirana adenopleura (Boulenger, 1909)
- Nidirana chapaensis (Bourret, 1937)
- Nidirana daunchina (Chang, 1933)
- Nidirana guangdongensis Lyu, Wan, and Wang, 2020
- Nidirana guangxiensis Mo, Lyu, Huang, Liao, and Wang, 2021
- Nidirana hainanensis (Fei, Ye, and Jiang, 2007)
- Nidirana leishanensis Li, Wei, Xu, Cui, Fei, Jiang, Liu, and Wang, 2019
- Nidirana lini (Chou, 1999)
- Nidirana mangveni Lyu, Qi, and Y.-y. Wang, 2020
- Nidirana nankunensis Lyu, Zeng, Wang, Lin, Liu, and Wang, 2017
- Nidirana occidentalis Lyu, Yang, and Wang, 2020
- Nidirana okinavana (Boettger, 1895)
- Nidirana pleuraden (Boulenger, 1904)
- Nidirana shiwandashanensis Chen, Peng, Li, and Liu, 2022
- Nidirana xiangica Lyu and Wang, 2020
- Nidirana yaoica Lyu, Mo, Wan, Li, Pang, and Wang, 2019
- Nidirana yeae Wei, Li, Liu, Cheng, Xu, and Wang, 2020